# Janiva Magness

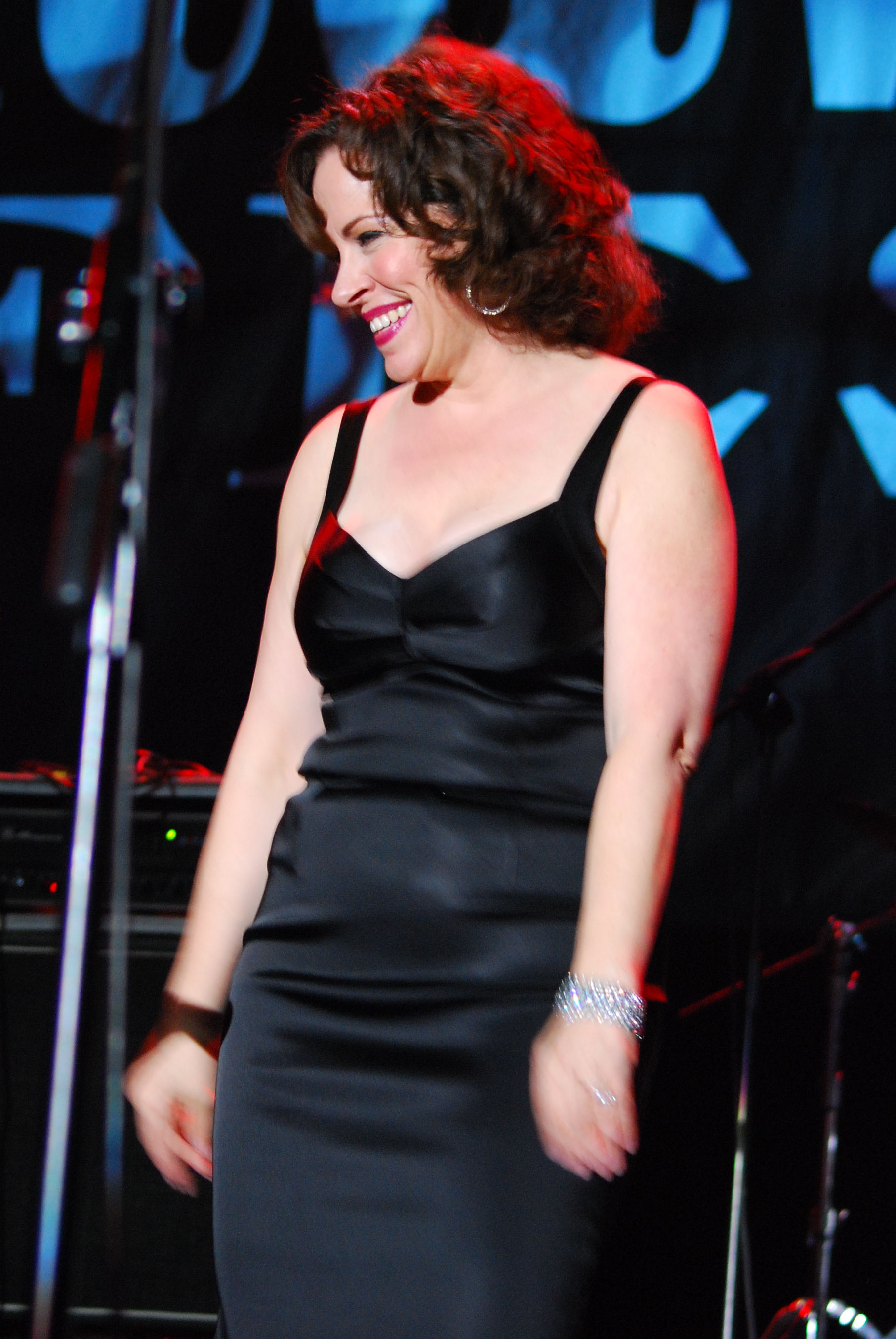
Rawa Blues Festival (2007)

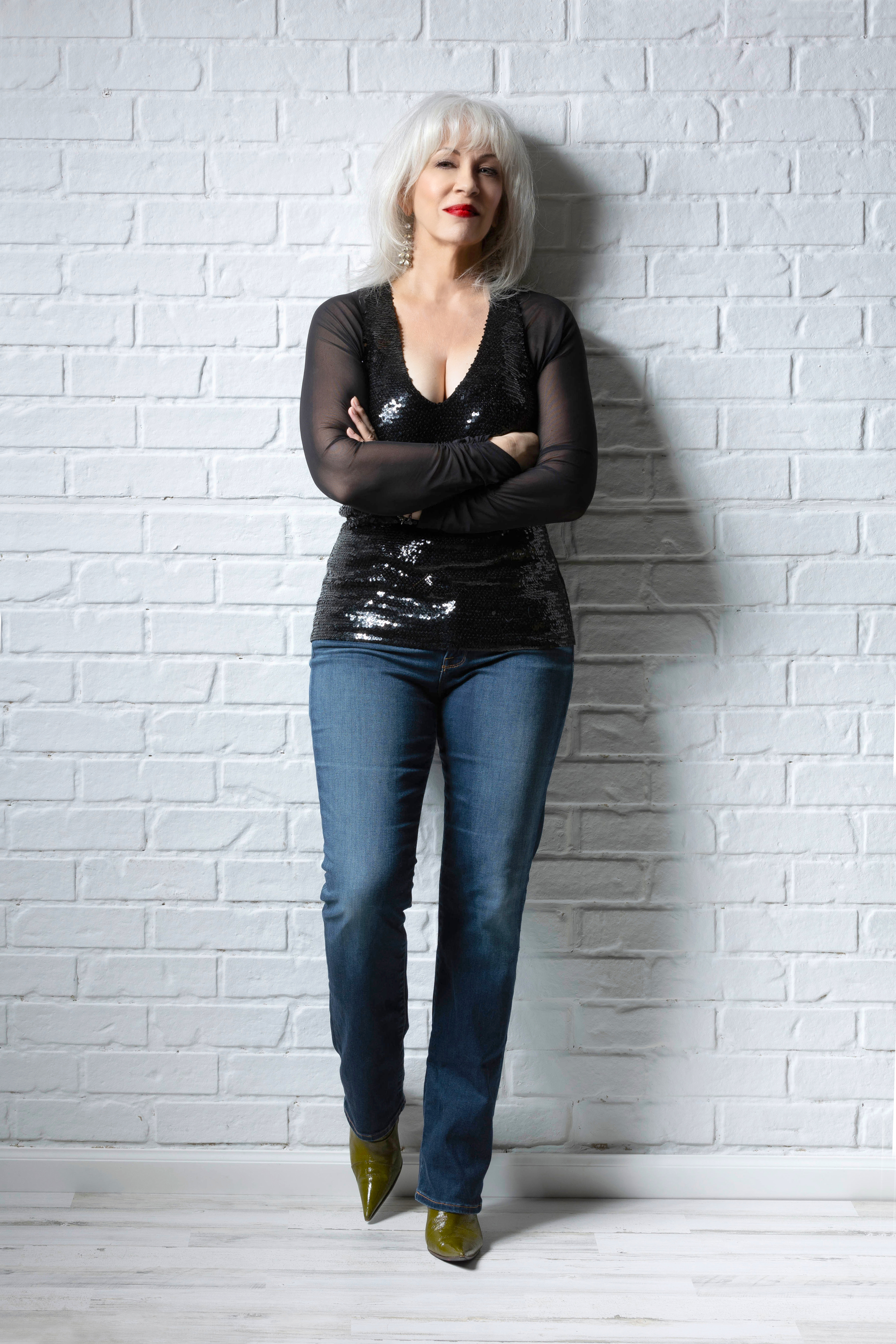
Janiva Magness (2022)

Janiva Magness (* 30. Januar 1957 in Detroit, Michigan, USA) ist eine US-amerikanische Blues-, Soul- und Americana-Sängerin.

## Biografie
Geboren 1957 in Detroit, verlor Magness als junger Teenager beide Eltern durch Selbstmord. Sie verbrachte anschließend ihre Jugend in verschiedenen Pflegeheimen.
Ihre erste musikalische Prägung erfuhr sie durch die Plattensammlung ihres Vaters. Ein Konzert von Otis Rush, das sie in jungen Jahren besuchte, weckte in ihr den Wunsch, Musik zu machen. Während ihrer Ausbildung zur Ingenieurin arbeitete sie in einem Aufnahmestudio in Saint Paul (Minnesota). Als Sängerin begleitete sie unter anderem Kid Ramos und R. L. Burnside. In Phoenix (Arizona) gründete sie ihre eigene Band, die Mojomatics. 1986 zog Magness nach Los Angeles.
1991 veröffentlichte sie ihr Debütalbum More Than Live, dem im Laufe der Zeit etliche weitere folgen sollten, von denen mehrere die Top 10 der Billboard-Blues-Charts erreichten. 1999 spielte Magness die Hauptrolle in einer Bühnenproduktion von It Ain’t Nothin’ But the Blues im David Geffen Theater in Westwood (Los Angeles).
Magness trat bei zahlreichen Festivals in den Staaten und Europa auf. 1991 hatte sie ihr eigenes Musiklabel Fathead Records gegründet, das sie 2014 wiederbelebte, als sie beschloss, mehr Songs zu veröffentlichen, an deren Entstehung sie selbst mitgearbeitet hatte.

## Auszeichnungen
Blues Music Awards:
Insgesamt 29 Nominierungen, sieben Mal gewonnen:
- 2006: Contemporary Blues Female Artist
- 2007: Contemporary Blues Female Artist
- 2009: B.B. King Entertainer, Contemporary Blues Female Artist
- 2013: Contemporary Blues Female Artist, Song of the Year (Koautor und Interpret)
- 2015: Contemporary Blues Female Artist

Grammy Awards:
- 2016: Nominierung in der Kategorie Best Contemporary Blues Album[2][5]

## Diskografie
Alben:
| Jahr | Titel                      | Label               |
| ---- | -------------------------- | ------------------- |
| 1991 | More Than Live             | Fathead Records     |
| 1997 | It Takes One to Know One   | Fathead Records     |
| 1999 | My Bad Luck Soul           | Blues Leaf Records  |
| 2001 | Blues Ain’t Pretty         | Blues Leaf Records  |
| 2003 | Use What You Got           | Blues Leaf Records  |
| 2004 | Bury Him at the Crossroads | NorthernBlues Music |
| 2006 | Do I Move You?             | NorthernBlues Music |
| 2008 | What Love Will Do          | Alligator Records   |
| 2010 | The Devil is an Angel Too  | Alligator Records   |
| 2012 | Stronger for It            | Alligator Records   |
| 2014 | Original                   | Fathead Records     |
| 2016 | Love Wins Again            | Blue Elan           |
| 2017 | Blue Again                 | Blue Elan           |
| 2018 | Love Is An Army            | Blue Elan           |
| 2019 | Change in the Weather      | Blue Elan           |
| 2022 | Hard to Kill               | Fathead Records     |

## Bibliografie
- 2019: Weeds Like Us. Erinnerungen[1][3][2]